# Satanoperca
Satanoperca (лат. satans = диявол, лат. perca = окунь) — рід цихлід зі сходу, півночі й центру Південної Америки, річок басейнів Амазонки, Оріноко й Парана (верхня течія системи річки Парагвай).

## Опис
Satanoperca — риби середнього розміру від 14 до 27 см у довжину. Їх тіло стиснуте з боків і високе, лінія живота майже рівна. Очі розташовані у верхній частині голови. Рот нижній. Спинний плавець має численні колючки. Останні промені спинного, черевного й анального плавців дуже видовжені. Satanoperca, як правило, мають бежевий або світло-сірий колір тіла. Смуги або темні плями на боках виявляються по-різному в залежності від виду.

## Види
Рід налічує 9 видів риб родини цихлові, що поділені на три абсолютно різних групи:
- Група Satanoperca acuticeps
  - Satanoperca acuticeps (Heckel 1840) — басейн р. Амазонка, Бразилія
- Група Satanoperca daemon
  - Satanoperca daemon (Heckel 1840) — басейн рр. Амазонка й Оріноко в Бразилії, Колумбії й Венесуелі
  - Satanoperca lilith Kullander & Ferreira 1988 — басейн р. Амазонка, Бразилія
- Група Satanoperca jurupari
  - Satanoperca curupira Ota et al., 2018[2]
  - Satanoperca jurupari (Heckel 1840) — басейн р. Амазонки: Болівія, Бразилія, Колумбія, Еквадор, Французька Гвіана й Перу
  - Satanoperca leucosticta (Müller & Troschel 1849) — р. Ессекібо й р. Нікер'є: Гаяна й Суринам
  - Satanoperca mapiritensis (Fernández-Yépez 1950) — басейн р. Оріноко, Венесуела
  - Satanoperca pappaterra (Heckel 1840) — басейни річок Амазонка й Парана: Болівія, Бразилія й Парагвай
  - Satanoperca setepele Ota, Deprá, Kullander, Graça & Pavanelli, 2022[3]

## Розмноження
Різноманітність груп Satanoperca спричиняє різні репродуктивні стратегії. Satanoperca acuticeps і обидва види групи Satanoperca daemon відкладають ікру в ямку, яку попередньо виривають в ґрунті й накривають піском, галькою, порожніми мушлями равликів або іншими матеріалами. Види групи Satanoperca jurupari виношують ікру в роті. Види з Оріноко й Амазонки (S. jurupari, S. mapiritensis, S. pappaterra) збирають ікру в рот відразу після нересту в той час, як види з гір Гвіани S. leucosticta спершу відкладають ікру й в рот забирають вже личинку. В усіх випадках, обидва батьки беруть участь у догляді за виводком виношуючи його (виводок) у роті.